# Ewa Miszewska (żołnierz)
Ewa Zofia Miszewska-Lubowiecka (ur. 11 sierpnia?/24 sierpnia 1916 w Kijowie, zm. 17 lipca 1972 w Mendozie) – młodsza inspektorka Pomocniczej Morskiej Służby Kobiet.

## Życiorys
Ewa Zofia Runge urodziła się 24 sierpnia 1916 roku w Kijowie, w rodzinie Adolfa i Marii z Dąbrowskich. Była żoną Andrzeja Miszewskiego. Ukończyła studia w Centralnym Instytucie Wychowania Fizycznego w Warszawie. Równocześnie ukończyła kurs Przysposobienie Wojskowe Kobiet i uzyskała dyplom instruktora. Ponadto uzyskała półdyplom Wyższej Szkoły Dziennikarstwa w Warszawie.
5 września 1943 roku zgłosiła się jako ochotniczka do Pomocniczej Służby Wojskowej Kobiet. Po ukończeniu szkolenia unitarnego została komendantką plutonu. Od 26 stycznia do 4 lutego 1944 roku ukończyła dodatkowe szkolenie unitarne w brytyjskiej Women’s Royal Naval Service. Przeszła przeszkolenie w brytyjskiej szkole oficerskiej w Mill Hill oraz w Royal Naval College w Greenwich.
Z dniem 1 grudnia 1943 roku została przeniesiona do Kierownictwa Marynarki Wojennej w Londynie na stanowisko referentki spraw Morskiej Służby Kobiet. Została organizatorką tej służby . 
24 lutego 1945 roku prezydent RP mianował ją III oficerem (odpowiednik podporucznika marynarki) ze starszeństwem z 2 grudnia 1943 roku. 7 marca 1945 roku została wyznaczona tymczasową komendantką Pomocniczej Morskiej Służby Kobiet. 3 maja 1945 roku została mianowana II oficerem (odpowiednik porucznika marynarki). 10 lipca 1945 roku została zatwierdzona na stanowisku komendantki PMSK. 31 marca 1946 roku została mianowana I oficerem (odpowiednik kapitana marynarki).
19 kwietnia 1947 roku została przeniesiona do Polskiego Korpusu Przysposobienia i Rozmieszczenia. Po zwolnieniu z korpusu wyemigrowała do Argentyny, gdzie prowadziła własny salon piękności. Zmarła 17 lipca 1972 roku w Mendozie. W Argentynie była znana jako capitana polaca.